# 팀 커크지안

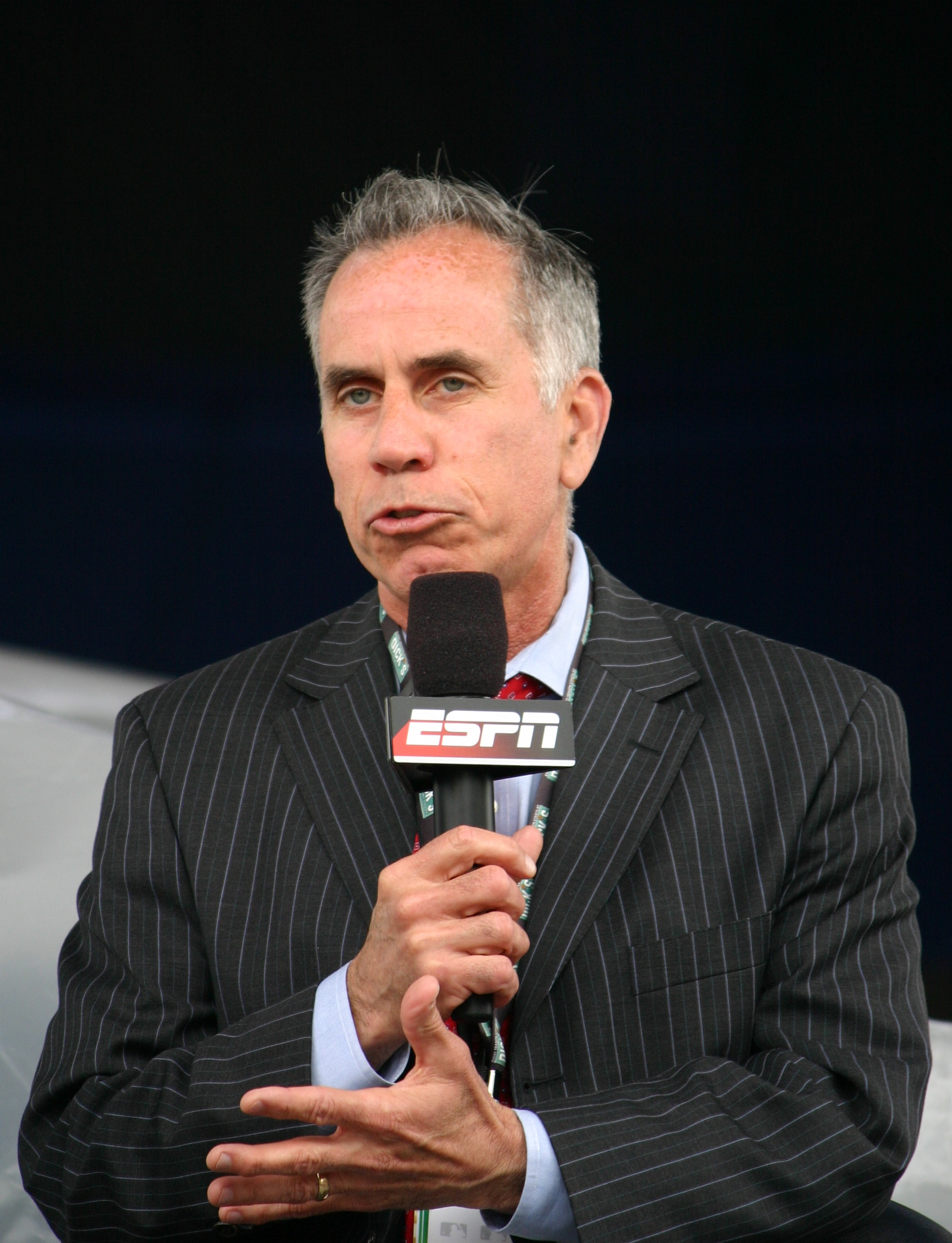
팀 커크지안

팀 커크지안(Tim Kurkjian, /ˈkɜːrkdʒən/, 1956년 12월 10일 ~ )은 메이저 리그 베이스볼 기자이다.